# Byzantinische Medizin
Die Byzantinische Medizin, genannt auch Heilkunde im byzantinischen Kulturkreis, das heißt die Medizin der Spätantike und des Byzantinischen Reiches von etwa 400 bis 1453, ist eine Epoche der Medizingeschichte, die auf die Antike nach dem Zerfall des Römischen Reichs folgt. Die Medizin während des byzantinischen Reiches gründete vor allem auf der antiken Tradition. Die wichtigsten medizinischen Werke waren bis etwa 642 kompilatorischer Art. Erst danach kam es zu einer gewissen Erweiterung durch klinische Erfahrungen. Diese Werke waren häufig mit detaillierten medizinischen Darstellungen ausgestattet und beschrieben eingehend bestimmte Leiden.

## Erste Phase der byzantinischen Medizin (395–642 n. Chr.)
Die erste Phase der byzantinischen Medizin beginnt mit der römischen Reichsteilung im Jahre 395 und der darauf folgenden Entwicklung Alexandrias zu einem Zentrum der Heilkunde. Diese Phase, als das Christentum Staatsreligion war, dauerte bis zur islamischen Eroberung Alexandrias im Jahre 642.
Charakterisiert wird sie durch die Kompilation, also die Sammlung, das Zusammentragen, das Abschreiben antiken Wissens. Eine Folge dieser Kompilationen, ergänzt durch Kommentierungen, war die Vereinfachung und Verbreitung des medizinischen Wissens von Hippokrates, Galen und anderen Autoren dieser Zeit.
Hauptvertreter der Kompilatoren waren Oreibasios von Pergamon, Alexandros von Tralleis, Paulos von Aigina und andere. Das Hauptwerk des Enzyklopädisten Oreibasios (Leibarzt des Kaisers Julianos Apostata) besteht aus einer Kompilation der Schriften Galens und umfasst 70 Bücher. Doch Oreibasios zitiert nicht nur Galen, sondern fügt auch andere wichtige Erkenntnisse guter Ärzte hinzu. Als der wahrscheinlich bedeutendste byzantinische Sammler medizinischen Wissens schuf er zahlreiche Neuausgaben, in denen ältere falsche Methoden ausgeschieden wurden. Mehrere seiner Arbeiten, zusammen mit denen zahlreicher anderer byzantinischer Mediziner, wurden in Latein und schließlich im Zeitalter der Aufklärung und des Rationalismus, ins Englische und Französische übersetzt.
Um das Jahr 512 entstand in dem aus dem altgriechischen Byzanz hervorgegangenen Konstantinopel, der 330 und dem Kaiser Konstantin Reichshauptstadt gewordenen Stadt, mit dem Wiener Dioskurides das erste fest datierbare Bilderherbar der Spätantike. Das Werk war ein Geschenk der Bürgerschaft von Honoratae (Pera) an die kaiserliche Prinzessin Juliana Anicia. Den größten Teil bildet das illustrierte Dioskurides-Herbarium. Es beruht auf Dioskurides Standardwerk De materia medica aus dem 1. Jahrhundert n. Chr. Das Herbar stand bis zum Beginn der Neuzeit in Gebrauch, das zeigen Umschriften in arabische, lateinische und hebräische Schrift.
Paulos von Aigina beschrieb im 6. Buch der Pragmateia (Handbuch der praktischen Medizin) gynäkologische Operationen mit dem Speculum. Ende des 7. Jahrhunderts verfasst galt dieses Werk 800 Jahre lang als offizielles Lehrbuch.
Ein weiterer herausragender Vertreter der alexandrinischen Phase war der an der Medizinschule von Alexandria ausgebildete christliche Arzt Aëtios von Amida, der im 6. Jahrhundert in Konstantinopel zu einem direkten Gefolgsmann des (oströmischen) Kaisers Justinian I. wurde.
Ein Ereignis, das das Ende der ersten Phase der byzantinischen Medizin nachhaltig prägte, war die Justinianische Pest (541–542 n. Chr.).

## Zweite Phase der byzantinischen Medizin (642–1453 n. Chr.)
Die zweite Phase der byzantinischen Medizin reicht von 642 bis zur „türkischen“ bzw. islamischen Eroberung Konstantinopels und dem Fall des Byzantinischen Reichs im Jahre 1453. Mit der muslimischen Eroberung Nordafrikas hatte sich die medizinische Elite auf Konstantinopel konzentriert.
Auch während dieser Zeit beschäftigten sich Wissenschaftler wie Michael Psellos und Nikolaos Myrepsos mit der Kompilation antiken Wissens, begannen nun jedoch damit, eigene klinische Erfahrungen mit in die Kompilation einzubeziehen.
Der als Konstantin Psellos geborene Michael Psellos publizierte im 11. Jahrhundert Abhandlungen über Zeugung und Vererbung, Epilepsie, Schwachsinn und Klugheit, Heilkräfte von Edelsteinen und Dämonen als Krankheitsursache. Zudem verfasste er eine, möglicherweise zu einem großen Teil auf Texten des jüdischen Arztes und Astrologen Symeon Seth (auch Simeon Seth, um 1050) beruhende Arzneimittellehre mit Rezepten sowohl abendländischer als auch arabisch-orientalischer Herkunft. Ein Arzt namens Niketas war um 1100 tätig und verfasste eine Zusammenstellung chirurgischer Texte aus der klassischen und byzantinischen Zeit der griechischen Medizin.
In der Spätantike erwähnen viele Quellen Krankenhäuser, deren spezifische Geschichte in die militärische Richtung zurück ins römische Reich und darüber hinaus reicht. Konstantinopel bildete im Mittelalter das Zentrum dieser Tätigkeiten aufgrund seiner geographischen Position, Größe und des angesammelten Wissen.
Zu den bedeutendsten Vertretern der versandenden autochthonen byzantinischen Medizin im 13. und 14. Jahrhundert gehören Nikolaos Myrepsos (insbesondere auf dem Gebiet der Pharmakologie) und Johannes Aktuarios (vor allem auf dem Gebiet der Urologie). Eine Abhandlung des 13. Jahrhunderts des Nikolaos Myrepsos erreichte in der Pariser Medizinischen Fakultät den Status als pharmazeutischer Leittext bis 1651. Die byzantinische Abhandlung des Demetrios Pepagomenos (13. Jahrhundert) über Gicht sollte der Humanist Marcus Musurus ins Lateinische übersetzt und 1517 in Venedig veröffentlichen. Vorstellungen, Byzanz sei nur mehr „Transmissionsriemen“ des antiken medizinischen Wissens bis hin zur Renaissance haben sich als veraltet erwiesen. So ist heute bekannt, dass der lateinische Mediziner Roger von Salerno Ende des 12. Jahrhunderts durch die Abhandlungen der byzantinischen Ärzte Aëtios von Amida, Alexander von Tralles oder Paulos von Aigina beeinflusst wurde.

## Hospitäler und Krankenhäuser

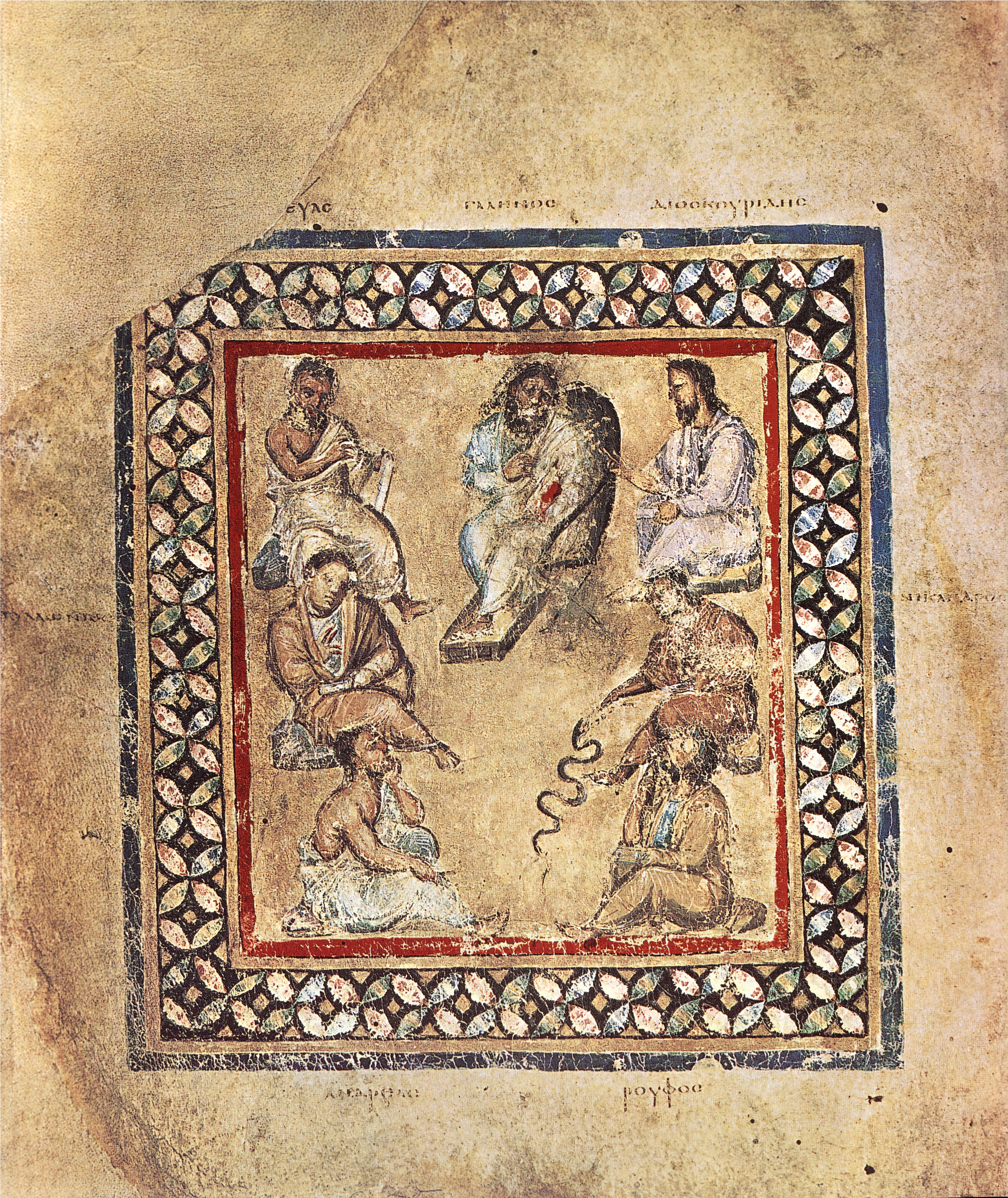
Ärztebild aus dem Wiener Dioskurides fol. 3v (vor 512)

Ein wesentlicher Beitrag der byzantinischen Medizin war die Etablierung öffentlicher medizinischer Einrichtungen, die – durch Kirchen oder den Staat gefördert – in mancher Hinsicht schon modernen Krankenhäusern entsprachen. Solche Einrichtungen des antiken Griechenland und Roms dienten als Lazarett oder Hospital. Sie befanden sich in Städten wie Konstantinopel und später Thessaloniki.
Das erste Krankenhaus war ein großes Spital des Bischofs Basilius im 4. Jahrhundert (um 370) in Caesarea, zu dessen Aufgaben die Pflege von Armen, Pilgern, Wöchnerinnen, Siechen und Kranken gehörte, wobei weitere Anstalten dieser Art lediglich während des 8. und 9. Jahrhunderts in den städtischen Regionen eingerichtet wurden. Die byzantinische Medizin wurde im Wesentlichen stationär ausgeübt bzw. ambulant in speziellen Teilen des Hospitalkomplexes. Schon damals bildete sich eine gewisse Hierarchie zwischen Chefarzt (archiatroi), Oberschwestern (hypourgoi) und Krankenpfleger (hyperetai) heraus. Über ein weiteres Krankenhaus mit 50 Betten, spezialisierten Abteilungen und einer Ambulanz verfügte auch das 1136 gegründete Kloster des Pantokrator in Konstantinopel.

## Christentum
Das Christentum spielte in den meisten Gebieten des Imperiums eine Schlüsselrolle beim Bau und der Erhaltung von Hospitälern. Bischöfe errichteten und unterhielten in ihren Bistümern zahlreiche Hospitäler. Krankenhäuser wurden häufig in der Nähe von Kirchen errichtet, da großer Wert auf den Gedanken einer Heilung durch Erlösung gelegt wurde. Die Anwendung der medizinischen Kunst war verbunden mit dem Gebet, das man an bestimmte Heilige wie Cosmas und Damian richtete, die 303 von Diokletian getötet, und Schutzpatrone der Medizin und der Ärzte wurden. Auch in der medizinischen Literatur der byzantinischen Medizin setzten sich allmählich christliche Gedanken durch.

## Übergang von der byzantinischen Medizin zum persisch-arabischen Heilwissen
Die Weitergabe des antiken Wissens von den Krankheiten, den Diagnose- und Behandlungsmöglichkeiten und erster Medikamente in den persisch-arabischen Kultur- und Sprachraum vollzog sich zumeist in den Grenzregionen des großen byzantinischen Reichs, insbesondere nachdem Alexandria 641 in die Hände der Araber gefallen war.
Häufig war der Wissenstransfer mit Eroberungen größerer Städte verknüpft. Andere Gründe für das Aufeinandertreffen der Kulturen war die Emigration christlicher Nestorianer, die aufgrund innenpolitischer und theologischer Unstimmigkeiten nach Persien übersiedelten.
Aus der Symbiose der byzantinischen und persisch-arabischen Medizin (etwa bei Simeon Seth) entwickelten sich mehrere Strömungen, die unter anderem zur Gründung medizinischer Ausbildungszentren führten.